# Scempiamento
In linguistica, lo scempiamento (o degeminazione) è un processo fonologico che vede una consonante passare da geminata (o "lunga") a scempia (o "breve").
Un esempio di scempiamento è nel dialetto romanesco e relativo a -rr- intervocalica: nella seconda metà del XIX secolo, in termini come serrata e carro si è defonologizzata l'opposizione /r/ ~ /rr/. Quello del romanesco è un caso di degeminazione isolata di singoli fonemi.
Esistono anche casi di scempiamento di tutte le geminate in determinati contesti, come si vede in diversi dialetti dell'Italia centrale (in particolare, delle Marche e dell'Appennino tosco-emiliano). In tali dialetti, lo scempiamento si è prodotto nelle geminate che precedevano l'accento; così botéga o lašare (ma cfr. laššo) a Lizzano in Belvedere (nei pressi di Bologna).
C'è infine il caso estremo della degeminazione non contestualmente condizionata (cioè generalizzata), con perdita completa della cosiddetta "correlazione di geminazione". È il caso delle varietà romanze occidentali, in cui la geminazione non esiste affatto (cfr. lo spagnolo gato, 'gatto'), e quindi anche delle parlate dell'Italia settentrionale, con casi come galina ('gallina'), copár ('accoppare') e mato ('matto').